# BoA
BoA, pseudonimo di Kwon Bo-ah (권보아?, 權珤雅?, Gwon BoaLR, Kwŏn PoaMR; Guri, 5 novembre 1986), è una cantante sudcoreana.
BoA ha pubblicato album in lingua coreana, giapponese e inglese divenendo una cantante popolarissima nell'Asia orientale e nel sud-est asiatico.
Alla data odierna ha pubblicato dieci album, tre mini-album, due compilations, due album di remix e circa 30 singoli, sia in lingua giapponese che coreana.
BoA è una delle artiste di maggior successo della nuova onda musicale coreana, la Hallyu, apprezzata per la sua voce e per le sue doti di ballerina.

## Biografia
All'età di tredici anni debutta con il primo album, in coreano, ID; Peace B, pubblicato il 25 agosto 2000. L'album colleziona subito un successo di critica e ne vengono vendute 218 000 copie.
La sua casa discografica, visto il successo della giovane cantante, sigla un accordo con il colosso nipponico Avex Trax per pianificare il debutto sul mercato giapponese.
Nel 2001 esce il primo mini-album, Jumping into the World, che fa da preludio all'uscita del primo album in lingua giapponese, la versione tradotta di ID; Peace B.
Dall'album vengono estratti i singoli ID; Peace B, Amazing Kiss, 気持ちはつたわる (Kimochi wa Tsutawaru) e Listen to my Heart. Quest'ultimo segna il suo primo grande successo giapponese arrivando a vendere 180 000 copie.
Il 13 marzo 2002 esce l'album Listen to my Heart, che raggiunge il primo posto nella classifica delle vendite della classifica Oricon e rimane in classifica per ben 91 settimane.
Vengono vendute 1 300 000 copie dell'album in tutto il mondo, delle quali 932.000 nel solo Giappone.
Lo stesso giorno di pubblicazione dell'album esce il suo quinto singolo, Every Heart-ミンナノキモチ- (Minna no Kimochi). Il brano viene utilizzato come sigla di chiusura della popolare serie anime InuYasha.
Un mese dopo, BoA realizza il suo secondo album coreano, No.1, che alla data odierna ha venduto 572 000 copie nella sola Corea.
Grazie a questo album BoA riceve il premio Deasang, come artista dell'anno.
BoA continua a pubblicare singoli tratti dai primi album, fra i quali meritano una menzione Don't Start Now (versione giapponese del mini-album coreano Jumping into the world) e Valenti.
Quest'ultimo singolo arriva a vendere 200 000 copie e si piazza al secondo posto delle classifiche.
A Valenti seguono 奇蹟 (kiseki) / NO.1 e JEWEL SONG / BESIDE YOU – 僕を呼ぶ声– (boku wo yobu koe).
Il 29 gennaio 2003 esce il secondo album giapponese, Valenti. L'album debutta in testa alle classifiche, vendendo 615 000 copie nella sola prima settimana di uscita. Attualmente occupa l'83 esimo posto nella classifica degli album più venduti in Giappone di tutti i tempi.
Il terzo album coreano, Atlantis Princess esce il 30 maggio 2003 e vende 340 000 copie nella sola Corea.
Lo stesso anno BoA pubblica il terzo mini-album, Shine We Are! che però non ottiene un grande successo di vendite.
BoA continua la sua carriera in Giappone. Pubblica alcuni singoli, Shine We Are! / Earthsong, DOUBLE/Midnight Parade/Milky Way ~君の歌~, e Rock With You. Il 15 gennaio 2004 esce il terzo album giapponese, Love & Honesty. Anche questo album raggiunge la vetta della classifica Oricon e vende 1 450 000 copie in tutto il mondo.
Il tour di concerti che ne segue ottiene uno strepitoso successo: viene raggiunto il "tutto esaurito" in tutti i teatri e le arene dove BoA si esibisce. L'album live viene esaurito in pochi minuti in molte città giapponesi.
Nel 2004 esce anche il quarto album in coreano, My Name.
Con questo lavoro BoA ottiene il suo secondo Deasang.
Il videoclip My Name tratto da questo album, inaugurerà le trasmissioni della versione coreana dell'emittente MTV.
BoA continua a pubblicare singoli, fra i quali QUINCY / コノヨノシルシ (Konoyo no Shirushi) e メリクリ (Meri Kuri).
Il 2 febbraio 2005 viene pubblicato Best of soul, una compilation dei singoli in lingua giapponese che include anche la traccia inedita La La La Love Song. Grazie a questo album è la prima cantante non nipponica a vantare due album che abbiano venduto in Giappone oltre un milione di copie.
Nel 2005 esce anche il quinto album coreano, Girls on Top, che segna anche la svolta verso l'Hip hop, sulla scia di molte altre cantanti coreane e giapponese (fra le quali occorre ricordare Namie Amuro).
L'album pur non vendendo moltissime copie in Corea, raggiunge il primo posto in classifica a Taiwan e segna l'inizio del successo della cantante al di fuori di Corea e Giappone.
Fra il 2005 e il 2006 escono i single Do the Motion (n. 1 nella classifica Oricon), Make a Secret, 抱きしめる (Dakishimeru) e Everlasting.
Il 7 dicembre 2005 esce il primo singolo soltanto in formato MP3, che viene venduto su internet, Merry Christmas from BoA.
Il 15 febbraio 2006 viene pubblicato il quarto album giapponese, Outgrow. L'album, che esce in versione CD+DVD, contiene i videoclip dei singoli e una speciale password per accedere ad un'area segreta del sito internet ufficiale.
L'album viene pubblicato a livello mondiale.
Durante il 2006 BoA ha lavorato essenzialmente in Giappone, continuando a promuovere singoli e iniziando il tour BoA the Live, che ha toccato le città di Nagoya, Fukuoka, Osaka, Tokyo, Sendai, e Sapporo.
Il 19º singolo, Nanairo no Ashita / Your Color è stato utilizzato come tema musicale per il videogioco Ninety-Nine Nights per la console Xbox 360.
Key of Heart / Dotch (ventesimo singolo) è stato invece utilizzato per la colonna sonora nipponica del film La gang del bosco.
Il quinto album giapponese Made in Twenty è stato pubblicato il 17 gennaio 2007 e ha raggiunto immediatamente il primo posto nelle classifiche di vendite.

## Filmografia

### Drama televisivi
- Golbaengi (골뱅이) – serie TV (2000)
- Athena - Jeonjaeng-ui yeosin (아테나: 전쟁의 여신?) – serie TV, episodi 7-8 (2010-2011)
- Ibeon ju, anaega baram-eul pimnida (이번 주 아내가 바람을 핍니다) – serie TV (2016)

### Film
- I AM. (아이엠) – Choi Jin Sung (2012)
- Cobu 3D (메이크 유어 무브) – Duane Adler (2014)
- Big Match (빅매치) – Choi Ho (2014)
- SMTown: The Stage – Bae Sung-sang (2015)
- Autumn Sonata (가을 우체국) – Lim Wang-tae (2017)

#### Speciali
- Waiting for Love (연애를 기대해) – Lee Eun Jin (2013)
- 202020 BoA – documentario (2020)
- BoA Still Our No.1 – BoA Debut 20th Anniversary Special V LIVE – diretta (2020)
- 2020 Newsis K-EXPO'Korean Wave Culture Awards Ceremony' – cerimonia di premiazione (26.08.20)
- 2020 The 1st World Cultural Industry Forum (2020 제 1회 세계문화산업포럼) – concerto (28.10.20)
- 점핑이들이 있어줘서 더 “BETTER”한 BoA (01.12.20)
- LIVE ON UNPLUGGED – (2020)

### Programmi televisivi
- Kōhaku Uta Gassen (NHK紅白歌合戦) – programma televisivo (2000)
- Music Fair (ミュージックフェア) – programma televisivo (2000)
- Music Station (ミュージックステーション) – programma televisivo (2000)
- Count Down TV – programma televisivo (2000)
- Channel A (チャンネル エー) – programma televisivo (2000)
- Inkigayo (인기가요) – programma televisivo, (06-13.10/03.11/15.12/22.12.2002 – 12.06/06.07/13.07/24.08/07.09/19.10/02.11/16.11/07.12.2003, 2020)
- Music Bank (뮤직뱅크) – programma televisivo, 227, 271, 788 (2002-2003, 2015 2020)
- Love request (사랑의 리퀘스트) – programma televisivo, episodi 92, 123 (2002, 2003)
- Mnet Music Video Festival (Mnet 뮤직비디오 페스티벌) – programma televisivo (29.11.2002)
- SBS Gayo Daejeon (SBS 가요대전) – programma televisivo (29.12.2002)
- Jonetsu Tairiku (情熱大陸) – programma televisivo, episodi 425 (2006)
- K-pop Star - Season 1 (K팝스타 - 시즌 1) – programma televisivo, episodi 1-22 (2011-2012)
- Running Man (런닝맨) – programma televisivo, episodi 88-89 (2012)
- Win Win (김승우의 승승장구) – programma televisivo, episodi 116-117 (2012)
- K-pop Star - Season 2 (K팝스타 - 시즌 2) – programma televisivo, episodi 1-22 (2012-2013)
- Premium MelodiX! (プレミアMelodiX!) – programma televisivo (2013)
- Infinite Challenge (무한도전) – programma televisivo, episodi 346, 349, 351-354 (2013)
- K-pop Star 3 (K팝스타 - 시즌 3) – programma televisivo, episodio 21 (2014)
- The Ultimate Group (最强天团) – programma televisivo, episodio 4 (2014)
- Exo 90:2014 – programma televisivo, episodi 1, 9 (2014)
- CRIME SCENE 2 (크라임씬2) – programma televisivo, episodio 10 (2015)
- Three Meals a Day 2 (삼시세끼2) – programma televisivo, episodi 6-7 (2015)
- Key's Know-how (키스 노하우) – programma televisivo, episodi 1-6 (2015)
- Please Take Care of My Refrigerator (냉장고를 부탁해) – programma televisivo, episodi 36-37 (2015)
- Hidden Singer 4 (히든싱어4) – programma televisivo, episodio 1 (2015)
- BUZZ RHYTHM (バズリズム) – programma televisivo, episodio 38 (2015)
- Hip Hop Tribe 2: Game of Thrones (힙합의 민족 시즌 2) – programma televisivo, episodi 1-14 (2016-2017)
- Produce 101 2 (프로듀스 101 시즌 2) – programma televisivo, episodi 1-11 (2017)
- Night Goblin (밤도깨비) – programma televisivo, episodi 16-17 (2017)
- Knowing Bros (아는 형님) – programma televisivo, episodi 111, 240 (2018, 2020)
- Keyword #BoA (키워드#보아) – programma televisivo, episodi 1-82 (2018)
- Weekly Idol (주간 아이돌) – programma televisivo, episodio 340 (2018)
- Life Bar (인생술집) – programma televisivo, episodi 58-59 (2018)
- All The Butlers (집사부일체) – programma televisivo, episodi 12-13 (2018)
- Food Diary (식량일기 닭볶음탕 편) – programma televisivo, episodi 1-10 (2018)
- M Countdown (엠 카운트다운) – programma televisivo, episodio 737 (2018)
- Cheongdam Keytchen (청담Key친) – programma televisivo, episodio 8 (2018)
- Happy Together 4 (해피투게더4) – programma televisivo, episodio 5 (2018)
- The Fan (더 팬) – programma televisivo, episodi 1-12 (2018-2019)
- Stage K (스테이지K) – programma televisivo, episodio 6 (2019)
- I Live Alone (나 혼자 산다) – programma televisivo, episodio 297 (2019)
- SuperM: The Beginning (SuperM 더 비기닝) – programma televisivo, 1-2 (2019)
- Wook Talk (이동욱은 토크가 하고 싶어서) – programma televisivo, episodi 11-12 (2020)
- The Voice of Korea (보이스 코리아) – programma televisivo, episodi 1-7 (2020)
- My Little Old Boy (미운 우리 새끼) – programma televisivo, episodio 217 (2020)
- On and Off (온앤오프) – programma televisivo, episodio 29 (2020)
- Nobody Talks to Boa (노바디 토크 투 보아 - 모두가 그녀에게 말을 걸지 않아) – programma televisivo, episodi 1-8 (2020)
- SBS Nightline – programma televisivo (2020)
- Show! Eum-ak jungsim – programma televisivo (2020)
- Immortal Songs: Singing the Legend – programma televisivo, episodio 485 (2020)
- MMTG (문명특급) – programma televisivo, episodio 159 (2020)
- The Stage of Legends - Archive K (전설의 무대 아카이브K) – programma televisivo, episodio 9 (2021)
- Street Woman Fighter (트릿 우먼 파이터) – programma televisivo (2021)
- Street Woman Fighter Special Highlight (스트릿 우먼 파이터 스페셜 하이라이트) – programma televisivo (2021)
- Seoul Check-in: Pilot (서울체크인) – programma televisivo (2022)
- Seoul Check-in (서울체크인) – programma televisivo, episodi 3-4 (2022)
- Street Man Fighter (스트릿 맨 파이터) – programma televisivo (2022)

### Programmi radiofonici
| Anno | Data | Programma radiofonico |
| ---- | ---- | --------------------- |
| 2020 |      | 박소현의 러브게임     |
| 2020 |      | 최화정의 파워타임     |
| 2020 |      | 정오의 희망곡         |

## Discografia
Album studio coreani
- 2000: ID; Peace B
- 2001: Jumping into the World (EP)
- 2002: No. 1
- 2002: Miracle (EP)
- 2003: Atlantis Princess
- 2003: Shine We Are! (EP)
- 2004: My Name
- 2005: Girls on Top
- 2010: Hurricane Venus
- 2012: Only One
- 2015: Kiss My Lips
- 2018: Woman
- 2020: Better

Album studio inglesi
- 2009: BoA

Album studio giapponesi
- 2002: Listen to My Heart
- 2003: Valenti
- 2004: Love & Honesty
- 2006: Outgrow
- 2007: Made in Twenty (20)
- 2008: The Face
- 2010: Identity
- 2014: Who's Back?
- 2018: Watashi Kono Mama de li no Kana

DVD singoli giapponesi
- 2011: Milestone

Raccolte
- 2004: K-pop Selection
- 2005: Best of Soul
- 2009: Best & USA

Album remix
- 2002: Peace B. Remixes
- 2003: Next World

Video
- 2003: 8 Films & More
- 2003: History of BoA 2000-2002
- 2007: COMPLETE CLIPS 2004-2006